# Tu, ca nun chiagne
Tu, ca nun chiagne è un album pop del gruppo musicale italiano de Il Giardino dei Semplici, pubblicato dalla Pull nel 1991.

## Tracce
1. Tu, ca nun chiagne
2. 'A serenata 'e Pulcenella
3. Dduje paravise
4. Simmo 'e Napule paisà
5. Mmiez' 'o grano
6. Chiove
7. Tu si na cosa grande
8. Nun me scetà
9. Piscatore 'e Pusilleco
10. Santa Lucia luntana
11. Lu cardillo
12. Angela